# Tachicardia da rientro atrio-ventricolare di tipo nodale
La tachicardia sopraventricolare da rientro nodale, conosciuta anche come tachicardia da rientro nodale o con la sigla inglese AVNRT (Atrio-Ventricular Nodal Reentrant Tachycardia), è un disturbo del ritmo del cuore che rientra fra le tachicardie.
Si tratta più specificamente di un tipo di tachicardia sopraventricolare (TPSV), indicando in tal modo che l'origine dell'aritmia è al di sopra del fascio di His.
L'AVNRT è la TPSV più comune; riguarda più le donne che gli uomini (circa il 75% dei casi si osserva negli individui di sesso femminile). Il sintomo principale è rappresentato dalle palpitazioni.
Il trattamento dell'aritmia in pronto soccorso si fonda su alcune manovre non farmacologiche, le cosiddette manovre vagali, sull'uso di diversi farmaci, o di rado sulla cardioversione elettrica esterna.
Attacchi frequenti e resistenti al trattamento farmacologico di profilassi possono essere trattati con l'ablazione transcatetere.

## Segni e sintomi
Il sintomo principale è rappresentato dalle palpitazioni. Il paziente riferisce che il battito cardiaco è rapido e regolare. Solitamente l'innesco è improvviso. Spesso non esiste alcun evento precipitante, malgrado qualcuno riferisca situazioni di stress, consumo di alcol, caffeina o sostanze stupefacenti quali la cocaina. In qualche caso, l'innesco dell'aritmia è associato ad un breve calo di pressione arteriosa. Quando questo accade, il paziente può avvertire delle vertigini o raramente incorrere in una sincope. Se la frequenza cardiaca è molto alta, e coesiste una cardiopatia ischemica o una cardiomiopatia, il paziente può lamentare dolore toracico simile a quello dell'angina o stati di bassa portata con quadri di shock. Vista la scarsa associazione con le malattie cardiache di rado l'AVNRT è un'aritmia mortale. Anche l'interruzione dell'aritmia avviene in modo improvviso, a volte a seguito di colpi di tosse o conati di vomito.

## Diagnosi
La diagnosi sicura dell'aritmia è possibile soltanto con uno studio elettrofisiologico endocavitario. Con la registrazione dell'ECG durante i sintomi si possono ottenere soltanto degli indizi.
Può essere considerata una AVNRT una tachicardia a QRS stretto (ovvero con durata e morfologia del QRS sovrapponibile a quella osservabile nelle condizioni basali durante ritmo sinusale normale), con frequenza solitamente compresa fra 150 e 180 battiti per minuto ed onda P nella variante più frequente dell'aritmia, la forma slow-fast, non visibile oppure pochi millisecondi dopo il QRS, mimando un blocco di branca destra (BBD) incompleto nella derivazione V1 (pseudo-r') o una pseudo-onda S nelle derivazioni inferiori. Di rado si osservano frequenze superiori, spesso in casi di abuso di sostanze stupefacenti.
In caso di tachicardia a QRS largo occorre innanzitutto dimostrare che si tratta di una tachicardia sopraventricolare (TPSV) e ciò è possibile somministrando farmaci che solo raramente hanno effetto sulle tachicardie ventricolari, come l'adenosina, che determina un fugace e selettivo blocco del nodo atrioventricolare (NAV), interrompendo le aritmie da rientro o riducendo la conduzione fra atri e ventricoli in caso di altre tachicardie sopraventricolare.
nei pazienti che si presentino con tale aritmia, gli esami ematochimici raccomandati sono:
- indici di funzionalità tiroidea, dal momento che l'ipertiroidismo aumenta il rischio di AVNRT
- elettroliti, dal momento che disturbi del metabolismo del potassio, del calcio e del magnesio possono predisporre ad AVNRT
- viceversa non sono indicati solitamente approfondimenti diagnostici per escludere una cardiopatia ischemica, specie in pazienti con un basso profilo di rischio. In alcuni casi la tachicardia può determinare un incremento specifico della troponina I, malgrado i pazienti presentino arterie coronarie indenni.

## Classificazione e fisiopatologia
L'aritmia è sostenuta da un circuito di rientro del quale fanno parte le vie di conduzione che veicolano gli impulsi al nodo atrio-ventricolare, ovvero la via nodale lenta e la via nodale rapida, così chiamate per le loro proprietà di conduzione. La via nodale lenta presenta una lenta velocità di conduzione degli impulsi ma un breve periodo refrattario; la via nodale rapida ha caratteristiche opposte.
Esistono alcuni tipi di AVNRT. La "forma comune", detta anche slow-fast, utilizza la via nodale lenta come braccio che conduce gli impulsi al nodo atrio-ventricolare e quindi ai ventricoli (braccio anterogrado) e la via nodale rapida come braccio retrogrado che veicola gli impulsi agli atri. L'inversione del circuito dà luogo alla forma fast-slow, detta anche "forma non comune" della AVNRT.
Molto dibattito c'è sull'anatomia del circuito di rientro della "forma non comune" o fast-slow, poiché alcuni ritengono che siano due vie lente a comporlo e che la via nodale rapida sia soltanto un elemento by-stander, responsabile della conduzione degli impulsi al nodo atrio-ventricolare. Le due vie nodali lente avrebbero localizzazione sempre nel setto inter-atriale, una sul versante destro, inferiormente e poi anteriormente al seno coronarico diretta al nodo atrio-ventricolare, l'altra sul versante sinistro, superiormente al seno coronarico e più vicina anatomicamente alla via nodale rapida.
Quindi, riferendosi alla "forma non comune" si dovrebbe parlare non di una forma fast-slow ma di una tachicardia slow-slow e di questa esisterebbero due forme: quella nella quale la via nodale rapida offre un sostanziale contributo all'eccitazione del nodo atrio-ventricolare, detta slow-slow "oraria" (per la sequenza di attivazione oraria del circuito osservato dal lato destro del setto) e quella nella quale la via rapida non partecipa alla sua attivazione, detta slow-slow "anti-oraria" (per la sequenza di attivazione anti-oraria del circuito osservato dal lato destro del setto).

### Elettrofisiologia
Nella forma comune della AVNRT, ovvero la forma slow-fast, si osserva una lenta conduzione dell'impulso dall'atrio al fascio di His, e ciò si esprime con un intervallo AH > 200 msec. Gli elettrogrammi atriali e ventricolari che vengono registrati sul setto alla giunzione atrio-ventricolare, presentano una tipica sovrapposizione, con il primo segnale atriale, registrato in regione antero-settale, dove è localizzata l'inserzione atriale della via nodale rapida. Il rapporto temporale fra i segnali è lievemente variabile, potendosi osservare lievi ritardi od anticipi dei segnali atriali rispetto a quelli ventricolari. Come risultato, le onde P non sono sempre visibili all'ECG.
La tachicardia viene innescata dalla stimolazione atriale programmata od incrementale quando si osserva il passaggio ("jump") della conduzione dalla via rapida alla via lenta (improvviso prolungamento dell'intervallo AH) e, a questo punto, la retroconduzione sulla via rapida ed il perpetuarsi del circuito.
Nella forma non comune l'intervallo AH è assolutamente variabile esprimendo il contributo variabile della conduzione dell'impulso al nodo atrio-ventricolare da parte della via nodale rapida.
Il primo segnale atriale viene registrato all'imbocco del seno coronarico sul tetto o sul pavimento, a seconda del braccio retrogrado del circuito: via nodale lenta rapida o della via nodale lenta lenta, rispettivamente. L'intervallo VA registrato sul setto interventricolare ha valora assolutamente variabile, potendosi osservare anche casi nei quali come nella forma comune gli elettrogrammi atriali e ventricolari settali sono sovrapposti.
Più spesso nelle forme nelle quali l'intervallo AH < 200 msec, vi è un contributo della via nodale rapida dell'attivazione del nodo atrio-ventricolare, l'attivazione fra le due vie lente è oraria e la via lenta rapida (quella localizzata superiormente, nella parte sinistra del setto inter-atriale, più vicina alla via nodale rapida) funge da braccio anterogrado mentre la via nodale lenta lenta funge da braccio retrogrado. Pertanto il primo segnale atriale viene registrato sul pavimento del seno coronarico.
In caso di intervallo AH > 200 msec la via nodale lenta rapida funge da braccio retrogrado, la via nodale lenta lenta rappresenta il braccio anterogrado ed è responsabile dell'attivazione del nodo atrio-ventricolare. L'attivazione del circuito è anti-oraria.

## Trattamento
Un episodio di tachicardia parossistica sopraventricolare (SVT) dovuto ad una AVNRT può essere interrotto da qualsiasi manovra in grado di bloccare la conduzione lungo il nodo atrio-ventricolare.

### Manovre vagali
Alcuni pazienti sanno bene che alcune manovre, come tossire oppure eseguire un'espirazione forzata a glottide chiusa (la manovra di Valsalva), possono interrompere la tachicardia mediante la stimolazione del nervo vago. Queste manovre, dette manovre vagali, includono il massaggio del seno carotideo (pressione sul seno carotideo a lato del collo), la manovra di Valsalva, il massaggio oculare, la tosse o il vomito.

### Farmaci
Tutti i farmaci antiaritmici sono efficaci nell'interrompere la AVNRTV.
Il farmaco più utilizzato in pronto soccorso per interrompere l'aritmia è l'adenosina, particolarmente popolare per la sua brevissima durata d'azione e gli scarsi effetti collaterali.
Eccetto l'adenosina, tutti i farmaci anti-aritmici possono essere utilizzati per prevenire le recidive dell'aritmia; i più utilizzati sono i beta bloccanti ed i calcio-antagonisti (come verapamil o diltiazem).

### Cardioversione
In circostanze molto rare, la cardioversione elettrica esterna è necessaria, per lo più se i farmaci sono inefficaci oppure l'aritmia è mal tollerata emodinamicamente, con evidente scompenso cardiaco o ipotensione.

### Ablazione trans-catetere
L'ablazione transcatetere con radiofrequenza è indicata in tutti i casi in cui si verifichino recidive nonostante la terapia anti-aritmica, i farmaci siano mal tollerati o il paziente desideri non assumerli. Nei giovani con episodi recidivanti l'ablazione trans-catetere è il trattamento di scelta.